# Caecum auriculatum
Caecum auriculatum is een slakkensoort uit de familie van de Caecidae. De wetenschappelijke naam van de soort is voor het eerst geldig gepubliceerd in 1868 door de Folin.